# Jinggotan
Jinggotan is een bestuurslaag in het regentschap Japara van de provincie Midden-Java, Indonesië. Jinggotan telt 4590 inwoners (volkstelling 2010).